# Young Mr. Jazz
Young Mr. Jazz è un cortometraggio muto del 1919 diretto da Hal Roach. Il film, di genere comico, fu interpretato da Harold Lloyd, Snub Pollard, Bebe Daniels, Sammy Brooks.

## Trama
Mentre scappano dal padre della sua ragazza, la loro macchina si guasta di fronte ad una sala da ballo gestita da ladri. Harold deve non solo fare attenzione a non farsi prendere dal padre della ragazza, ma anche a non farsi derubare di tutto quello che hanno dai gestori della sala.